# علی بن عبدالقادر الجزایری
علی بن عبدالقادر الجزایری شهرت‌یافته به ابن امین (؟ -۱۸۲۱م) (نسب: علی بن عبدالقادر بن عبدالرحمان بن علی بن امین) فقیه و مفتی مالکی، آموزگار الجزایری اسپانیایی‌اصل اندلسی بود. در روزگار خود، مفتی اعظم الجزیره و بالاترین پیشوای دینی بوده است. در الجزایر و مصر درس خواند و در مسجد جامع بزرگ الجزیره به تدریس پرداخت. شش بار میان سال‌هالی ۱۷۹۱–۱۸۱۷م، مفتی مالکی‌های الجزایر برگزیده شد. ثبت اثر اوست.